# Griže, Ivančna Gorica
Griže so naselje v Občini Ivančna Gorica.